# Echinopsis pachanoi
Cactus San Pedro
Espèce
Classification phylogénétique
Statut de conservation UICN

 LC  : Préoccupation mineure
Statut CITES
Echinopsis pachanoi (syn. Trichocereus pachanoi) ou pachanol ou souvent surnommé Cactus San Pedro, est une espèce de plantes à fleurs de la famille des Cactaceae. C'est un cactus colonnaire à croissance rapide originaire des Andes péruviennes entre 2000 et 3 000 m d'altitude,.

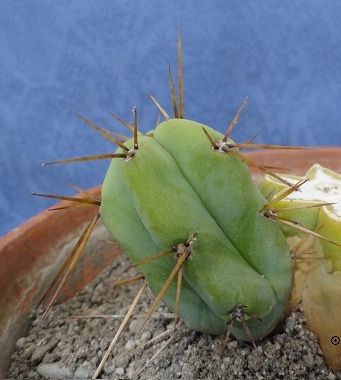
Echinopsis bridgesii aussi nommé Achuma
.

## Répartition

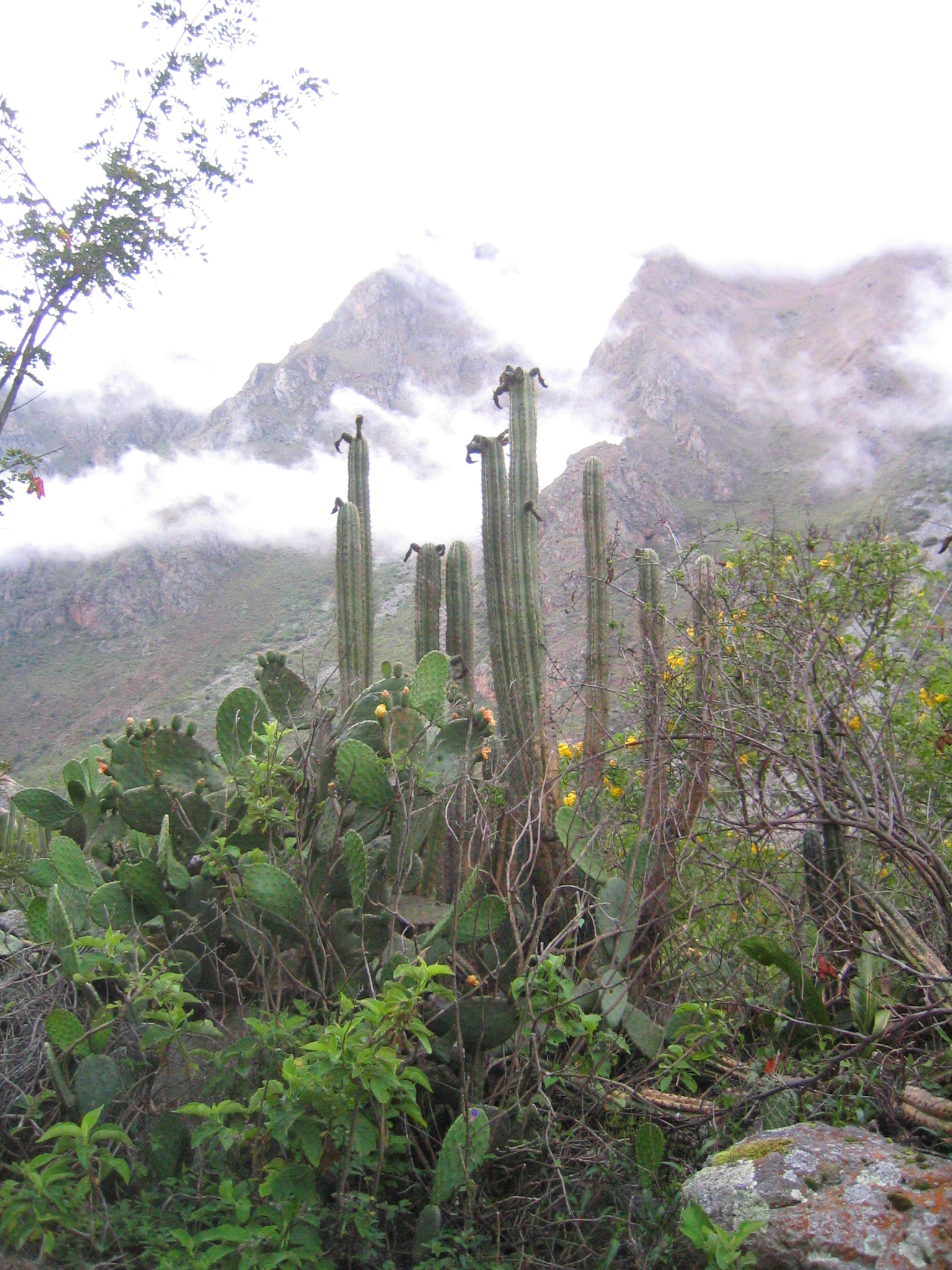
Echinopsis pachanoi, le grand cactus au fond, dans son habitat naturel au Pérou.

On le trouve aussi en Bolivie, au Chili et en Équateur.

## Usages
Il est utilisé par la médecine traditionnelle, ou pour soigner les animaux. Il est aussi utilisé depuis environ 3000 ans dans la région des Andes pour des cérémonies rituelles ou divinatoires,. En 2022, le ministère péruvien de la Culture a déclaré l'utilisation traditionnelle du cactus San Pedro dans le nord du Pérou comme patrimoine culturel.
On le cultive enfin dans d'autres régions du monde, essentiellement comme plante d'ornement.

## Description
La plante est de couleur vert clair à vert foncé, parfois glauque. Elle présente de 4 à 9 côtes (le plus fréquemment de 5 à 7).
Les groupes de 1 à 4 petites épines, de jaune à marron clair sont situés aux nœuds qui sont espacés de façon régulière de 2 cm, le long des côtes.
La plante peut mesurer jusqu'à 6 m de hauteur avec de multiples branches partant de la base de la plante.
Le plus grand spécimen atteint 12,2 m de haut.
La plante ne peut fleurir que lorsqu'elle a atteint l'âge de 10 ans (en moyenne). Les fleurs éclosent la nuit et peuvent atteindre 20 cm de diamètre. La période de floraison estimée est de juillet à août (pour le sud ouest de l’Europe). Les fleurs aux pétales blancs couronnées de pétales aux tons rougeâtres violacé, dégagent une odeur agréable. Les fruits assez rares sont rouges et sucrés.

## Confusion et hybridation
Il est parfois confondu avec une espèce proche, Echinopsis peruviana (en) (Cactus torche du Pérou, anciennement Trichocereus peruvianus). Cependant ces deux espèces sont très proches et nombre d'hybridations existent entre les deux, à tel point que certains botanistes les considéraient comme une seule espèce grande et variable. Il semble exister d'innombrables intermédiaires et hybrides qui pourraient être placés dans l'une ou l'autre espèce.

## Utilisations

### Alimentation
Le fruit est comestible avec un gout sucré.

### Médecine traditionnelle

#### Usage interne
Le cactus est consommé à des fins divinatoires. Ses effets sont semblables à ceux du peyotl.
Il est considéré comme enthéogène et fait l'objet d'un usage rituel très ancien. Des études archéologiques ont montré l'utilisation médicale d'Echinopsis pachanoi depuis 2000 ans par les Indiens Moche de la cordillère des Andes.
On en trouve aussi des traces dans la culture Chavín qui a précédé les Moches de près de 1000 ans. Sur le  site de Chavín de Huántar, certaines stèles représentent des dieux et prêtres avec le cactus en main, ce qui confirme son utilisation à des fins mystiques.
Il soigne les maladies nerveuses, cardiaques ou circulatoires, l'hypertension, les problèmes articulaires.
La tige est vendue coupée en tranches sur les étals des marchés dans le but d'être bouillie afin d'obtenir une décoction contenant souvent d'autres plantes riches en atropine comme les brugmansias.
Lors de l'arrivée des Espagnols, son usage était répandu surtout au Pérou et en Bolivie. Il était consommé dans une boisson appelée Wachuma réservée aux chamans.
L'Église combattit cette pratique mais elle persista.
Les chamans distinguent plusieurs variétés en fonction du nombre de côtes. Les formes à quatre côtés sont réputées avoir des pouvoirs surnaturels spécifiques.
Pour trouver le San Pedro, que les Indiens appellent la Wachuma (le Végétal), le sorcier-guérisseur doit monter très haut dans la montagne. Les endroits où poussent ces cactus sont sacrés. Ce sont les jardins. Avant de lui couper les bras dont il extraira la mescaline, le maestro demandera pardon au San Pedro en l'arrosant d'un mélange d'eau et d'alcool parfumés.
Il entre aussi dans la composition d'un breuvage hallucinogène connu sous le nom de cimora mélangé à Neoraimondia macrostibas, Isotoma longiflora, Pedilanthus titimoloides.

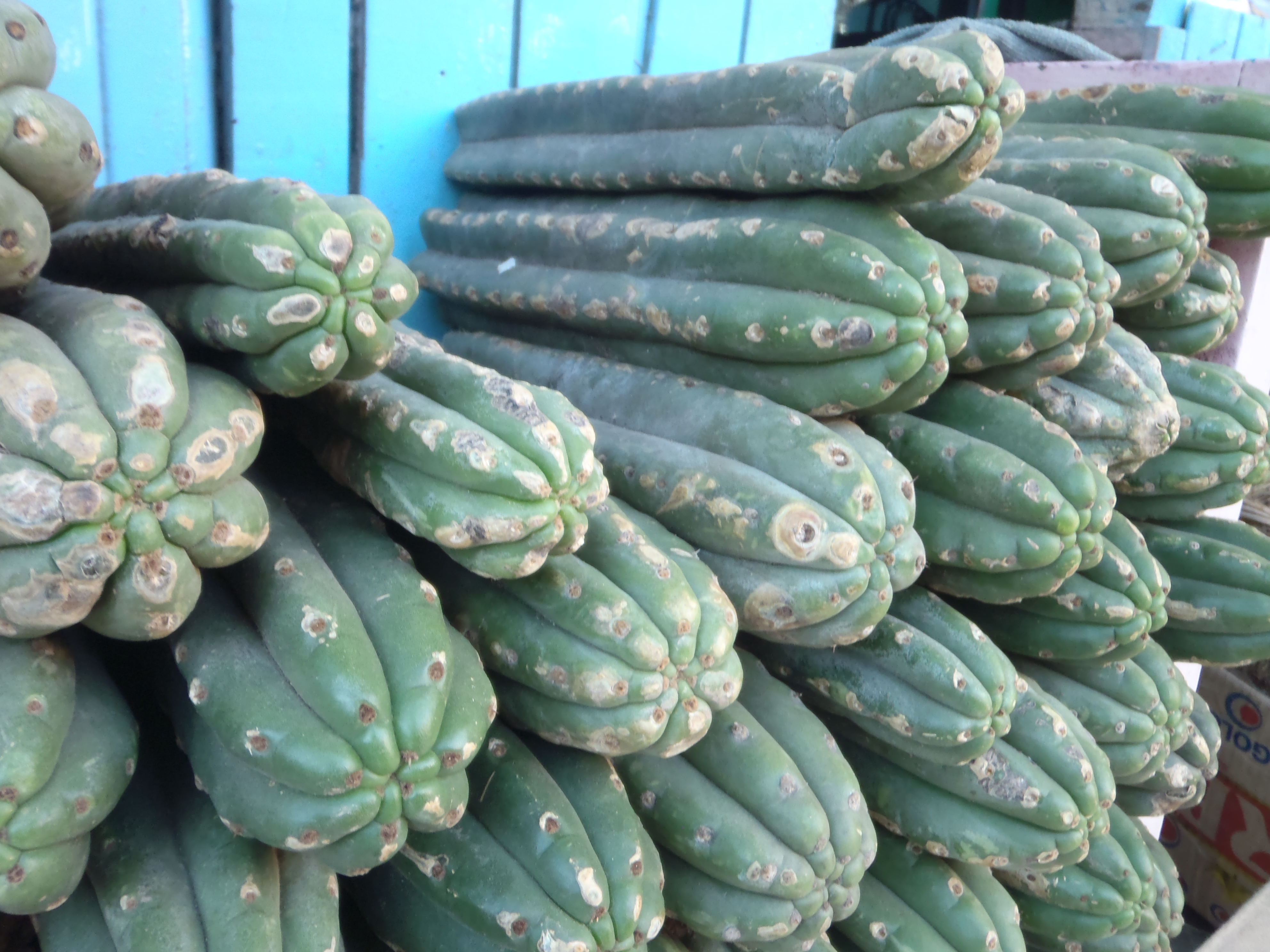
Étalage de cactus San Pedro dans un marché de Chiclayo, au Pérou.

#### Usage externe
- Blessures : un patch fait de tiges appliqué sur la blessure.
- Dermatose : des tiges coupées en tranches appliqués sur la zone affectée.
- Inflammation : un bandage fait avec les tiges appliqué à la zone irritée.

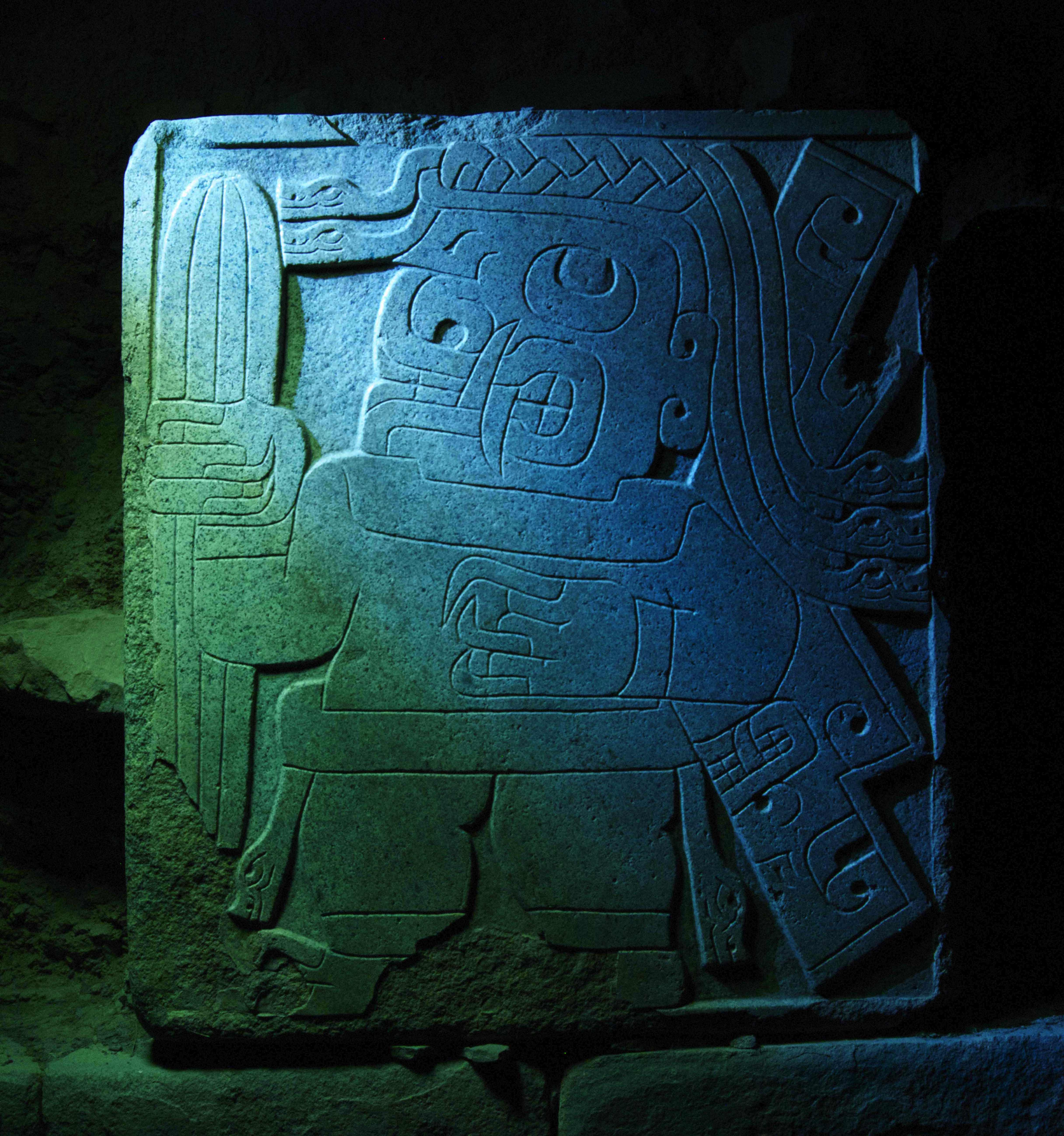
Stèle du « Porteur de cactus » sur la place circulaire de Chavín d'Huántar

- Pellicules : les tiges, pelées et hachées, sont trempées dans l'eau froide. Appliquer la décoction 5 minutes sur la tête. Les décoctions de feuilles fermentées sont encore plus efficaces.
- Infections fongiques de la peau, esquarres : appliquer les tiges à la zone infectée.
- Sinusite : une tranche de la tige, bien débarrassée de ses épines, chauffée et posée sur le front de la personne.

### Utilisations vétérinaires
- Antiparasitaire : pour éliminer les tiques du bétail et des chèvres par exemple, les tiges sont bouillies avec de l'alun et du citron.
- Fièvre aphteuse : les tiges sont écrasées pour en tirer un jus que l'on donne à l'animal.

## Alcaloïdes

Hordenine, alcaloïde de Echinopsis pachanoi permettant de lutter contre 18 espèces de bactéries résistantes aux antibiotiques.

L'espèce contient divers alcaloïdes dont
- mescaline [2],[15]
- 3,4-dimethoxyphenethylamine
- 4-hydroxy-3-methoxyphenethylamine
- 3-hydroxy-4,5-dimethoxyphenethylamine
- 4-hydroxy-3,5-dimethoxyphenethylamine
- anhalonidine
- anhalinine
- hordenine
- tyramine
- 3-methoxytyramine.

La mescaline (3,4,5-trimethoxyphenethylamine) est une drogue enthéogène psychédélique, que l'on trouve aussi dans d'autres espèces du genre Echinopsis : Echinopsis lageniformis, Echinopsis peruviana et Echinopsis scopulicola. Également présente chez le Lophophora williamsii (communément appelé peyotl) et son cousin le Lophophora diffusa (en quantités infimes, voire nulles chez ce dernier).
Du fait de sa croissance rapide, le San Pedro est la principale source de mescaline extraite.
Les plus fortes concentrations se trouvent juste sous la peau de la plante,.
Plus la plante est vert foncé, plus les concentrations sont élevées.
Ces concentrations peuvent être renforcées en stressant la plante en la privant de lumière, en gardant une tige coupée à l'intérieur sans eau pendant six semaines.
Il existe différentes techniques d'extraction de la mescaline, simple (dans l'eau bouillante 5 à 7 heures) ou par un procédé chimique plus complexe qui donne une concentration plus élevée.

## Mode de culture

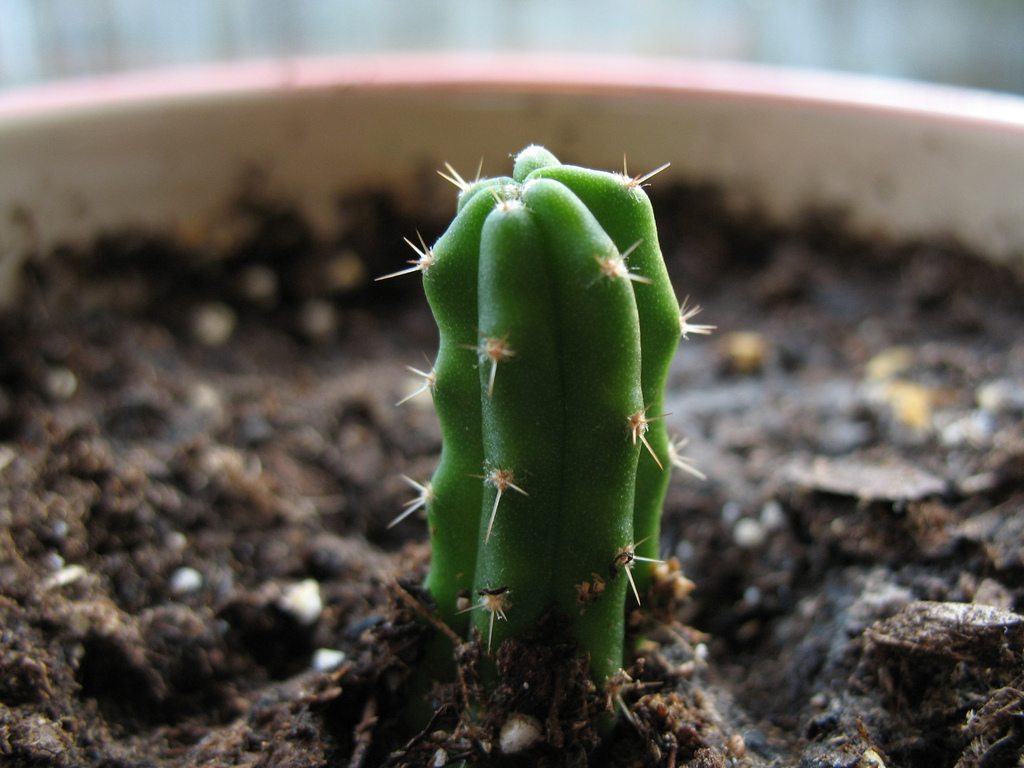
Jeune plant de Echinopsis pachanoi à partir de bouture.

La culture du San Pedro nécessite un sol acide.
Le San Pedro est facile à cultiver dans la plupart des régions. Vu que dans son habitat naturel, il pousse dans des régions montagneuses et très arrosées, il peut supporter des températures plus basses que les autres cactus.
Comme la plupart des cactus, il demande un sol bien drainé.
En cas de trop forte exposition au soleil, il apparaît des taches plus claires.
En culture et en hiver, si la plante est toujours en croissance, le manque de lumière provoque un rétrécissement de la tige. Outre le côté inesthétique, cela peut provoquer une rupture de la plante si sa croissance repart au-dessus de la zone rétrécie.

### Bouturage en long
Un cactus long peut être couché sur le sol. Des racines vont apparaître au contact du sol. Il en résultera des pousses tout au long du cactus mère. Une bouture peut également être plantée verticalement dans le sol. On obtient alors un clone génétique de la plante mère. Une autre méthode de propagation consiste à greffer de petites boutures sur des cactus plus grands. Voici quelques noms de cultivars populaires pour la propagation par les collectionneurs de cactus : Ogunbodede et Yowie.

### Semis

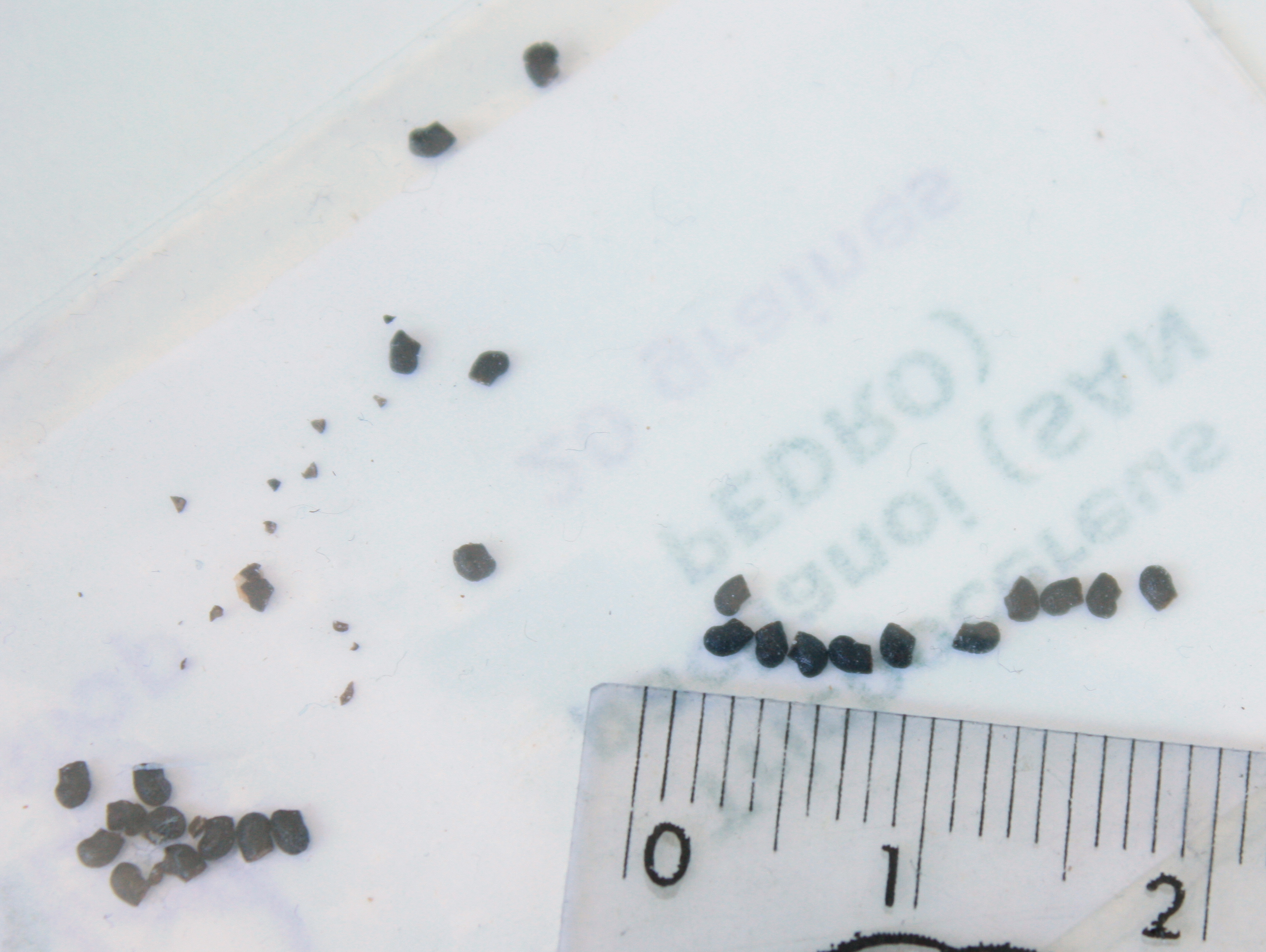
Graines de E. pachanoi.

Les graines germent en deux à quatre semaines, mais parfois, cela demande plusieurs mois. Les premiers mois, ils sont souvent placés dans des conteneurs afin de créer un environnement humide propice à la germination.

## Images

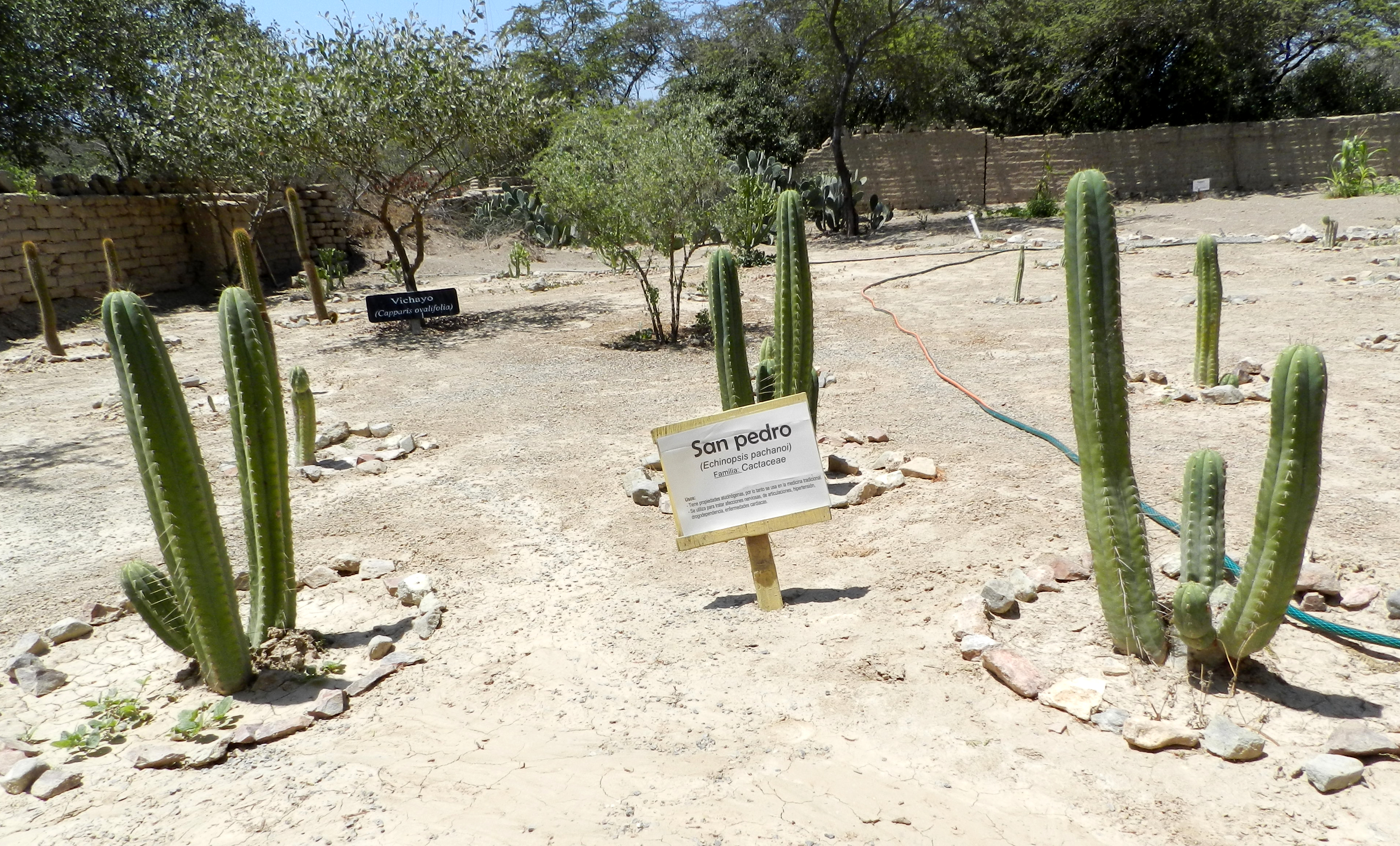
Cactus San Pedro, Túcume, Lambayeque, Pérou.
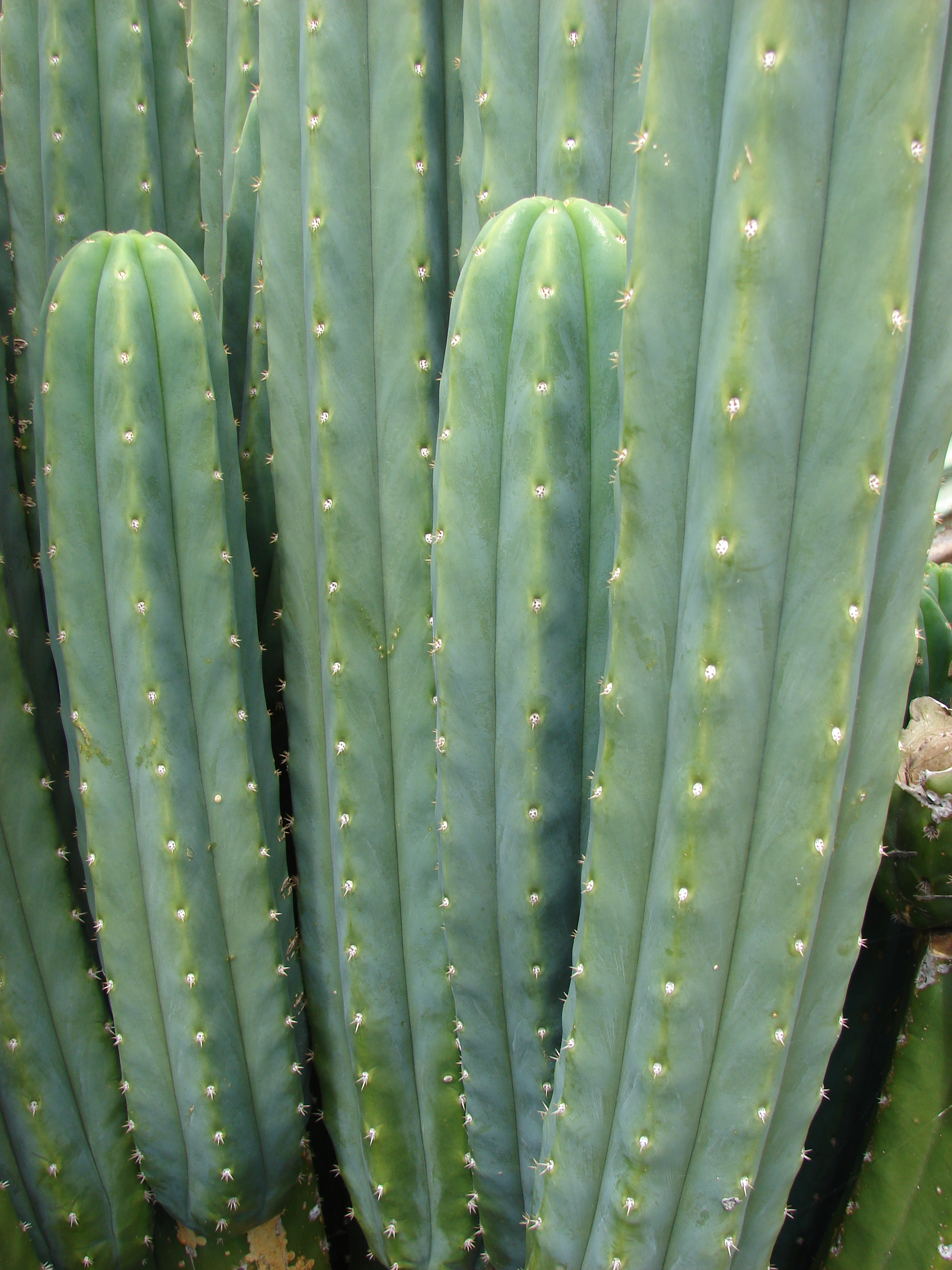
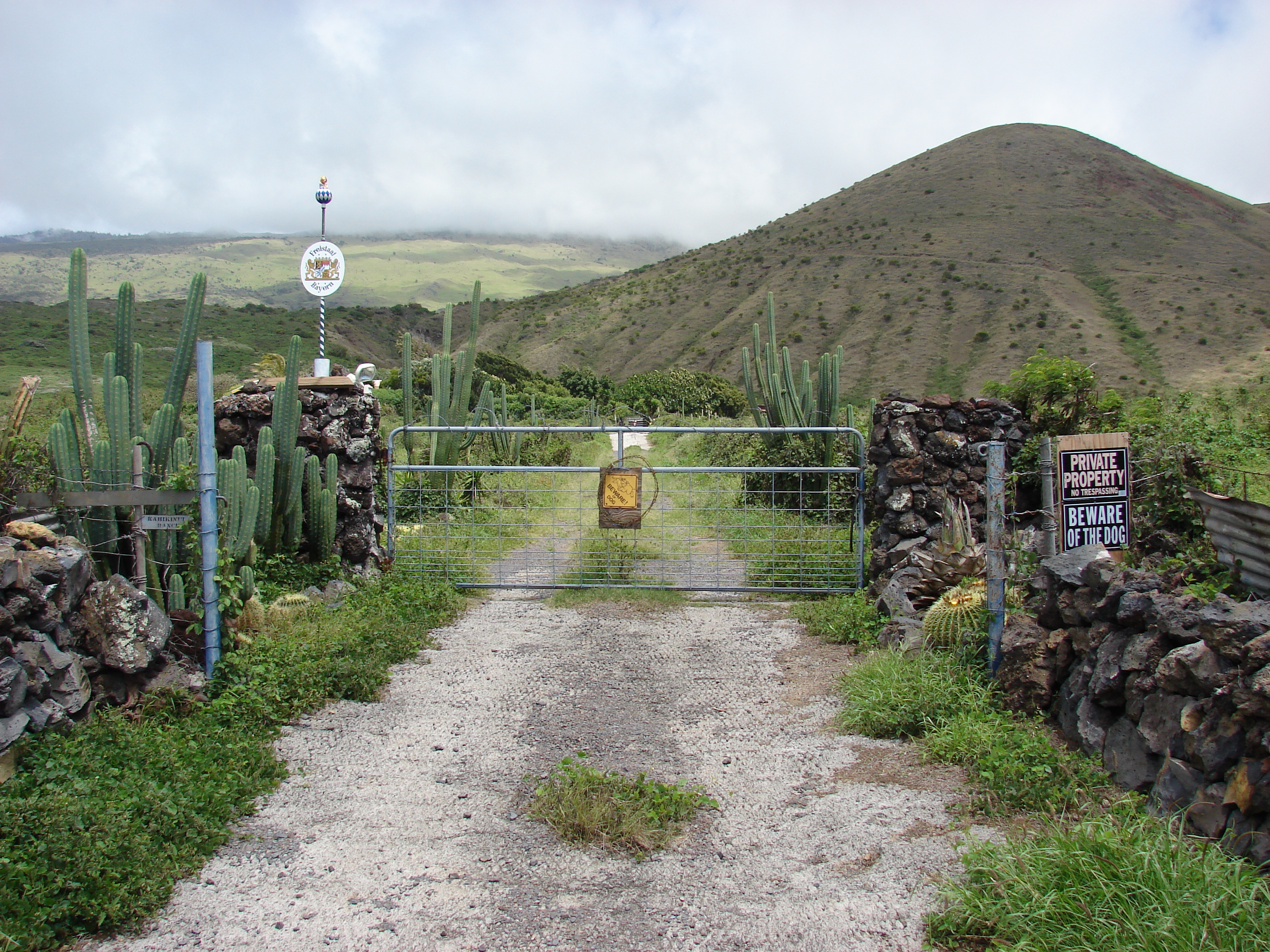
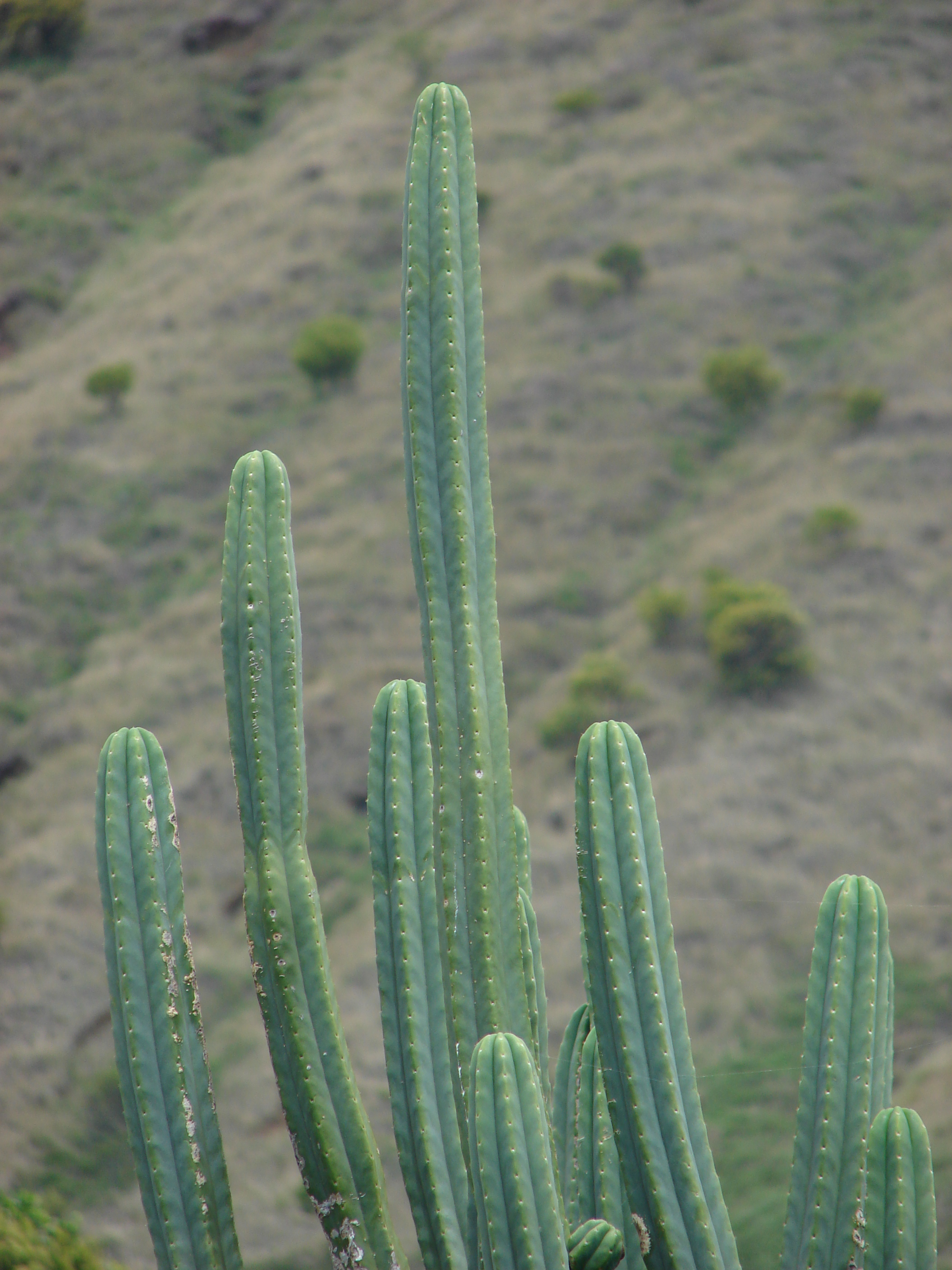
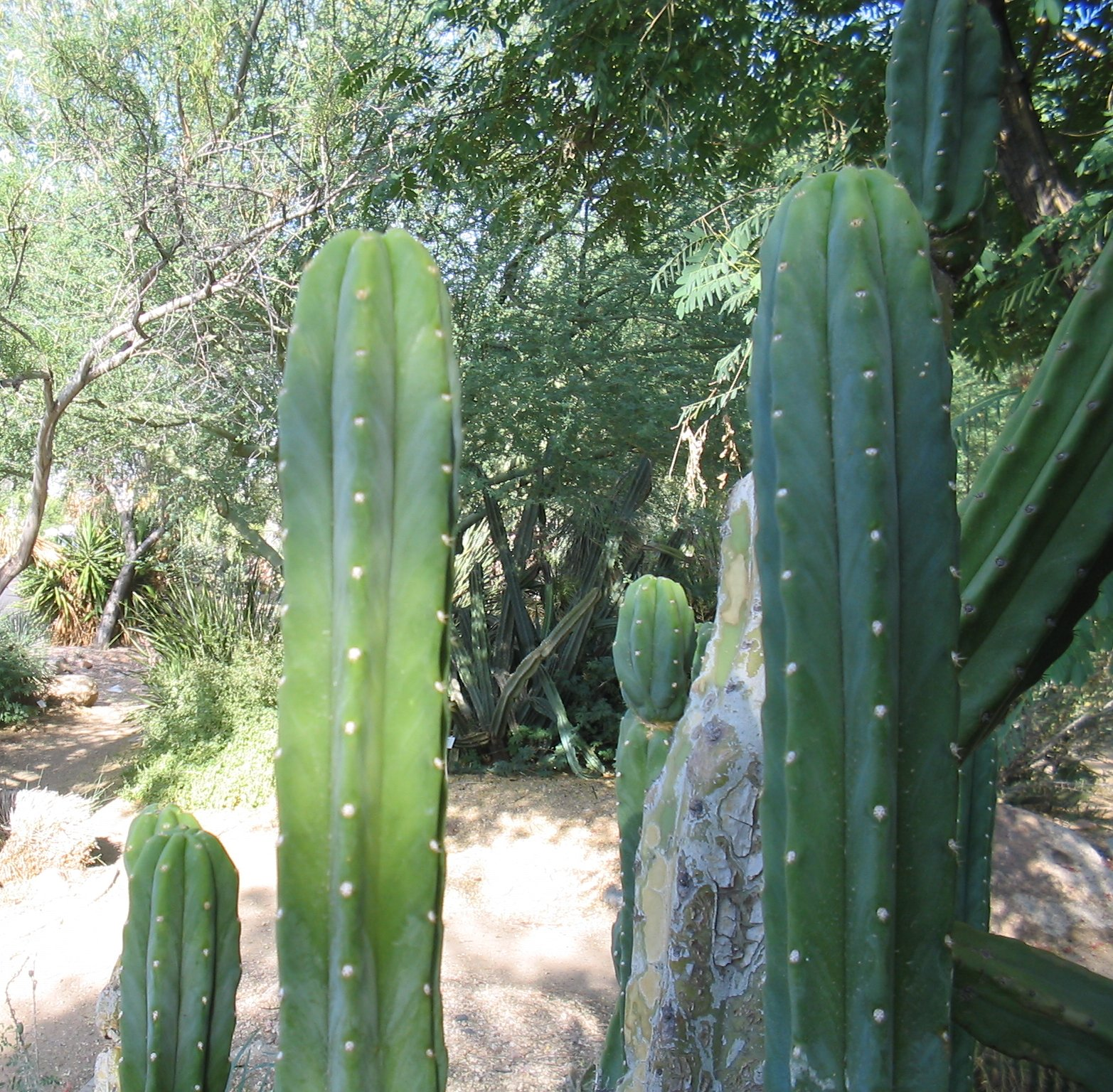
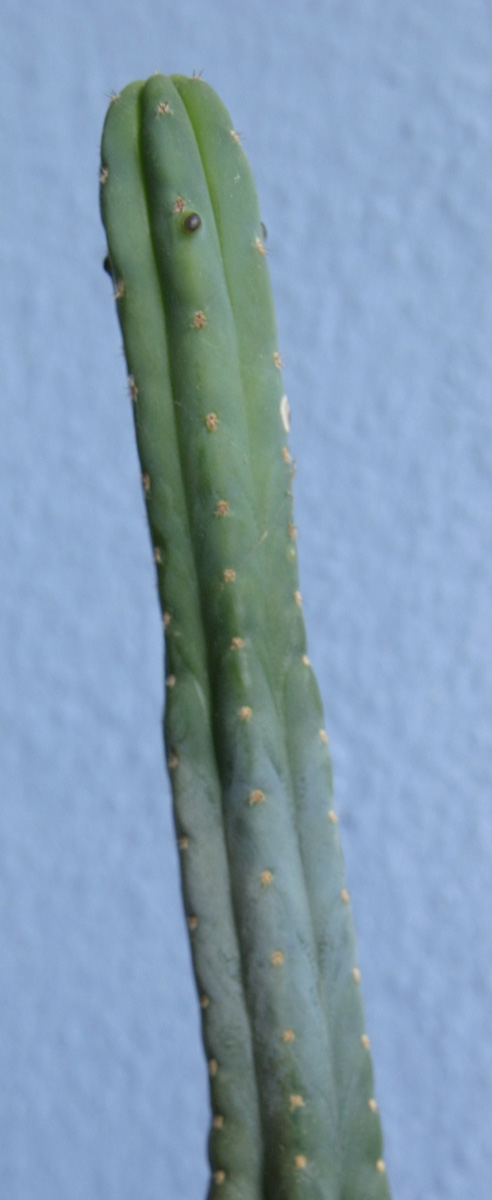
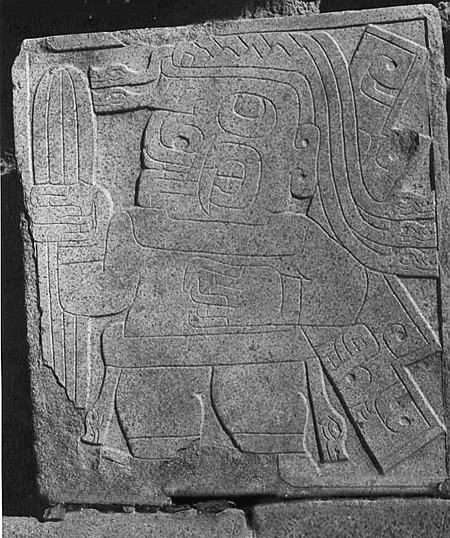
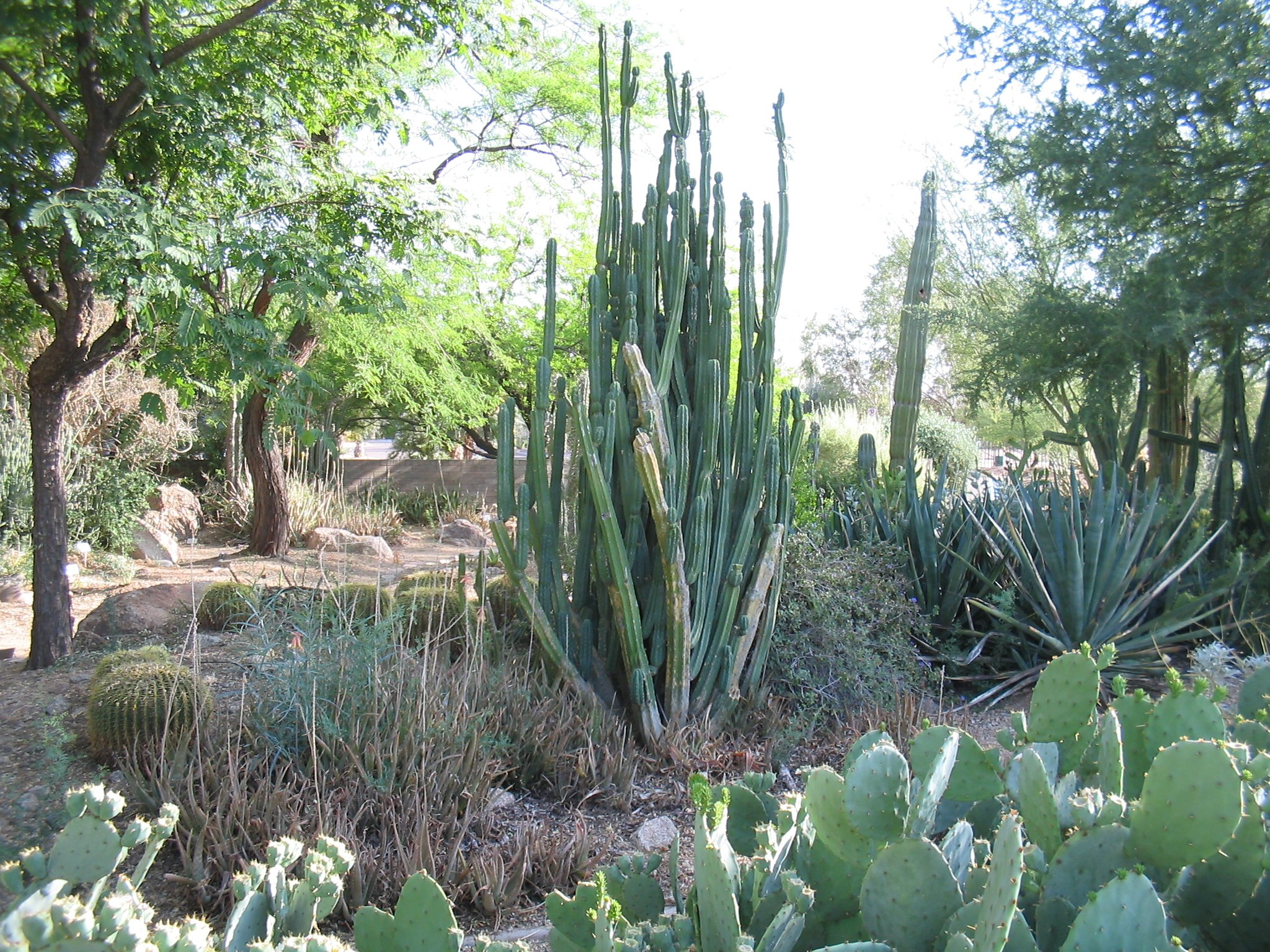
Un grand spécimen de Echinopsis pachanoi en culture.